# Adam Hauser
Adam Aaron Hauser (* 27. Mai 1980 in Bovey, Minnesota) ist ein US-amerikanischer Eishockeytorwart, der zuletzt in der Saison 2011/12 bei den SC Bietigheim-Bissingen in der 2. Deutschen Eishockey-Bundesliga spielte.

## Karriere
Hauser begann seine Karriere an der Greenway High School, mit dessen Team er in der Minnesota State High School League spielte. 1997/98 spielte er für die amerikanische Junioren-Nationalmannschaft. Im Anschluss daran war er vier Jahre lang in der NCAA für die Universität von Minnesota aktiv, wo er auch ein Studium der Wirtschaftswissenschaften begann. Im NHL Entry Draft 1999 wurde er von den Edmonton Oilers an 81. Stelle in der dritten Runde gezogen. 2002 gewann er mit dem Team den Titel in der NCAA und wurde zum besten Torhüter gewählt.

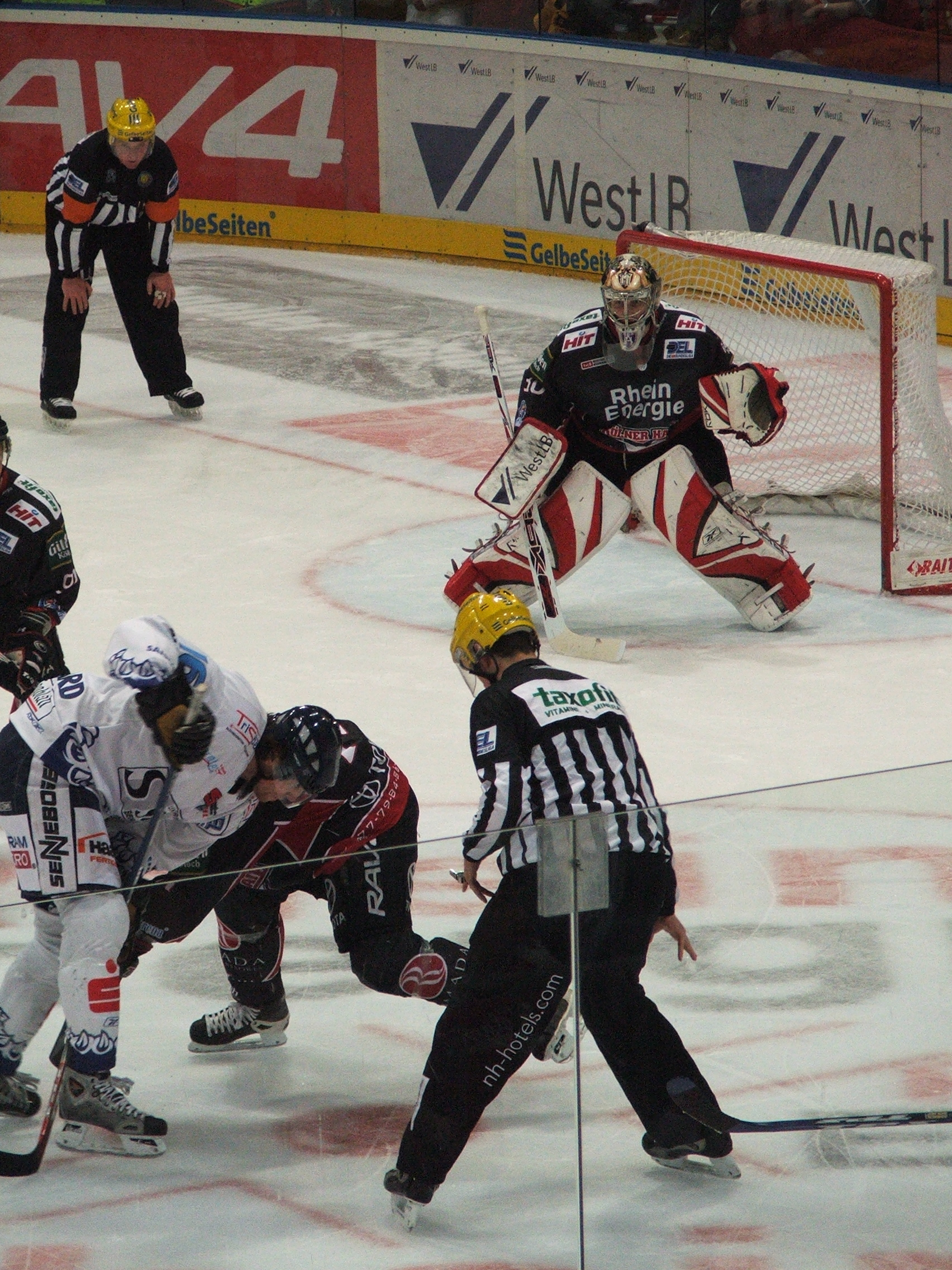
Hauser im Trikot der Kölner Haie (im Hintergrund)

Zur Saison 2002/03 entschied er sich zu einem Wechsel in den Profibereich zu den Providence Bruins, dem Farmteam der Boston Bruins in der American Hockey League. Jedoch wechselte er nach nur einem Spiel zu den Jackson Bandits in die East Coast Hockey League, wo er als bester Rookie-Torwart ausgezeichnet wurde. Ein Jahr später unterzeichnete Hauser einen Vertrag bei den Manchester Monarchs (AHL), wo er die drei folgenden Spielzeiten verbrachte. In der Spielzeit 2005/06 erhielt er sogar einen Einsatz in der National Hockey League für die Los Angeles Kings, kassierte dabei allerdings sechs Gegentreffer. Im Juli 2006 unterzeichnete er einen Einjahresvertrag bei den Kölner Haien. Bei den Haien überzeugte er durch starke Leistungen, war am Ende der Saison der Torhüter mit der besten Fangquote der Liga und wurde zum DEL All-Star-Game 2007 eingeladen. Ab der Saison 2007/08 spielte er für die Adler Mannheim, wo er auch die Position als Stammtorhüter übernahm. In der Hauptrunde war ein guter Rückhalt des Teams, schwächelte aber in den Playoffs, woraufhin man im Sommer 2008 mit Fred Brathwaite einen neuen Torhüter verpflichtete. Da der Vertrag zwischen den Adlern und Hauser aber noch bis 2009 gültig war, blieb er vorerst im Team, allerdings ohne zum Einsatz zu kommen. Erst im Oktober 2008, als die neue Saison bereits über einen Monat lief, konnte mit den Kassel Huskies ein neuer Arbeitgeber für Hauser gefunden werden. Nach zwei Jahren bei den Huskies ging der Club im Spätsommer 2010 in Konkurs und Hauser wechselte zu den Vienna Capitals in die österreichische EBEL, wo er den verletzten Jürgen Penker ersetzte. Seit dem 1. Februar 2012 steht er bei den SC Bietigheim-Bissingen Steelers unter Vertrag.
In den Sommermonaten leitet Hauser in seiner amerikanischen Heimat Trainingscamps für Torhüter, vor allem für junge Nachwuchsspieler.

## Erfolge und Auszeichnungen
| - 2002 NCAA-Division-I-Championship mit der University of Minnesota - 2002 NCAA Championship All-Tournament Team - 2003 Teilnahme am ECHL All-Star Game | - 2003 ECHL All-Rookie Team - 2007 Teilnahme am DEL All-Star Game |

## Statistik

### Hauptrunde
| Saison  | Team                           | Liga | Sp. | Min  | GGT | SO | GGT/Spiel | SaT  | SGH  | Schüsse% | S  | N  | U |
| ------- | ------------------------------ | ---- | --- | ---- | --- | -- | --------- | ---- | ---- | -------- | -- | -- | - |
| 1997/98 | US-Junioren-Nationalmannschaft | USHL | 13  | 668  | 39  | 1  | 3,50      | 369  | 330  | 89,43    | 5  | 4  | 3 |
| 1998/99 | University of Minnesota        | NCAA | 40  | 2350 | 136 | 3  | 3,47      | 1099 | 963  | 87,63    | 14 | 18 | 8 |
| 1999/00 | University of Minnesota        | NCAA | 36  | 2114 | 104 | 1  | 2,95      | 1148 | 1044 | 90,94    | 20 | 14 | 2 |
| 2000/01 | University of Minnesota        | NCAA | 40  | 2366 | 101 | 3  | 2,56      | 1030 | 929  | 90,19    | 26 | 12 | 2 |
| 2001/02 | University of Minnesota        | NCAA | 35  | 2002 | 80  | 1  | 2,40      | 922  | 842  | 91,32    | 23 | 6  | 4 |
| 2002/03 | Providence Bruins              | AHL  | 1   | 64   | 3   | 0  | 2,80      | 36   | 33   | 91,67    | 20 | 9  | 4 |
| 2002/03 | Jackson Bandits                | ECHL | 34  | 2021 | 83  | 5  | 2,46      | 991  | 908  | 91,62    | 0  | 0  | 1 |
| 2003/04 | Reading Royals                 | ECHL | 4   | 245  | 7   | 1  | 1,71      | 100  | 93   | 93,00    | 3  | 0  | 1 |
| 2003/04 | Manchester Monarchs            | AHL  | 43  | 2536 | 82  | 7  | 1,94      | 1104 | 1022 | 92,57    | 20 | 15 | 7 |
| 2004/05 | Manchester Monarchs            | AHL  | 32  | 1867 | 60  | 5  | 1,93      | 898  | 838  | 93,32    | 19 | 11 | 0 |
| 2005/06 | Manchester Monarchs            | AHL  | 45  | 2600 | 111 | 3  | 2,56      | 1361 | 1260 | 91,90    | 22 | 17 | 2 |
| 2005/06 | Los Angeles Kings              | NHL  | 1   | 51   | 6   | 0  | 7,08      | 24   | 18   | 75,00    | 0  | 0  | 0 |
| 2006/07 | Kölner Haie                    | DEL  | 40  | 2427 | 95  | 4  | 2,35      | 1250 | 1155 | 92,40    |    |    |   |
| 2007/08 | Adler Mannheim                 | DEL  | 51  | 2950 | 141 | 1  | 2,87      | 1585 | 1444 | 91,10    | 23 | 16 | 0 |
| 2008/09 | Kassel Huskies                 | DEL  | 38  | 2267 | 113 | 0  | 2,99      | 1258 | 1145 | 91,02    | 12 | 15 | 0 |
| 2009/10 | Kassel Huskies                 | DEL  | 51  | 2910 | 177 | 1  | 3,65      | 1825 | 1648 | 90,30    | 16 | 30 | 0 |

### Playoffs
| Saison  | Team                | Liga | Sp. | Min | GGT | SO | GGT/Spiel | SaT | SGH | Schüsse% | S | N |
| ------- | ------------------- | ---- | --- | --- | --- | -- | --------- | --- | --- | -------- | - | - |
| 2003/04 | Manchester Monarchs | AHL  | 4   | 286 | 9   | 2  | 1,89      | 105 | 96  | 91,43    | 2 | 2 |
| 2004/05 | Manchester Monarchs | AHL  | 2   | 70  | 2   | 0  | 1,71      | 21  | 19  | 90,48    | 0 | 0 |
| 2005/06 | Manchester Monarchs | AHL  | 3   | 177 | 9   | 0  | 3,05      | 104 | 95  | 91,35    | 1 | 2 |
| 2006/07 | Kölner Haie         | DEL  | 9   | 554 | 29  | 1  | 3,14      | 275 | 246 | 89,45    |   |   |
| 2007/08 | Adler Mannheim      | DEL  | 4   | 351 | 14  | 0  | 2,39      | 170 | 156 | 91,76    | 1 | 3 |

(Legende zur Torhüterstatistik: GP oder Sp = Spiele insgesamt; W oder S = Siege; L oder N = Niederlagen; T oder U oder OT = Unentschieden oder Overtime- bzw. Shootout-Niederlage; Min. = Minuten; SOG oder SaT = Schüsse aufs Tor; GA oder GT = Gegentore; SO = Shutouts; GAA oder GTS = Gegentorschnitt; Sv% oder SVS% = Fangquote; EN = Empty Net Goal; 1 Play-downs/Relegation; Kursiv: Statistik nicht vollständig)